# Лядский, Тимофей Сергеевич
Тимофей Сергеевич Лядский (1913—1995) — подполковник Советской Армии, участник Великой Отечественной войны, Герой Советского Союза (1945). Однополчанин космонавта Георгия Берегового.

## Биография
Родился 28 февраля 1913 года на станции Долинская (ныне — в черте города Долинская Кировоградской области Украины). 
В 1927 году переехал в город Торез, где окончил неполную среднюю школу и школу фабрично-заводского ученичества. Позднее переехал в Ленинград, где работал чертёжником на Кировском заводе. В 1935 году Лядский был призван на службу в Рабоче-крестьянскую Красную армию. В 1939 году он окончил Энгельсскую военную авиационную школу лётчиков. С августа 1942 года — на фронтах Великой Отечественной войны.
К августу 1944 года гвардии капитан Тимофей Лядский командовал эскадрильей 90-го гвардейского штурмового авиаполка 4-й гвардейской штурмовой авиадивизии 5-го штурмового авиационного корпуса 2-й воздушной армии 1-го Украинского фронта. К тому времени он совершил 115 боевых вылетов на штурмовку скоплений боевой техники и живой силы противника, его важных объектов, нанеся ему большие потери.
Указом Президиума Верховного Совета СССР от 23 февраля 1945 года за «образцовое выполнение боевых заданий командования на фронте борьбы с немецкими захватчиками и проявленные при этом мужество и героизм» гвардии капитан Тимофей Лядский был удостоен высокого звания Героя Советского Союза с вручением ордена Ленина и медали «Золотая Звезда» за номером 2286.
После окончания войны Лядский продолжил службу в Советской Армии. В 1950 году он окончил курсы ночной подготовки. В 1959 году в звании подполковника Лядский был уволен в запас. Проживал в Витебске. Умер 19 марта 1995 года.
Был также награждён четырьмя орденами Красного Знамени, орденами Александра Невского, Отечественной войны 1-й и 2-й степеней, тремя орденами Красной Звезды, рядом медалей.